# Лагуна дел Карбон
Лагуна дел Карбон (шпански „лагуна од угља“) је слано језеро у Corpen Aike Department, провинција Санта Круз, Аргентина. Ово слано језеро налази се на 54 km (34 mi) од Пуерто Сан Хулијана, унутар Гран Бајо де Сан Хулијана (Велика депресија Сан Џулијана), ендорејског басена смештеног између залива Сан Хулиан и реке Чико. На 105 m (344 ft) испод нивоа мора, Лагуна дел Карбон је најнижа тачка Аргентине и Америке и седма најнижа тачка на Земљи. 
Као и на неколико других локација у Патагонији, на том подручју су пронађени фосили диносауруса. 